# هيوغو سافينوفيتش
هيوغو سافينوفيتش هو مصارع محترف ومدير إكوادوري، ولد في 15 فبراير 1959 في غواياكيل في الإكوادور.

## وصلات خارجية
- هيوغو سافينوفيتش على موقع CageMatch worker (الإنجليزية)
- هيوغو سافينوفيتش على موقع قاعدة بيانات المصارعة على الإنترنت (الإنجليزية)
- هيوغو سافينوفيتش على موقع عالم المصارعة على الإنترنت (الإنجليزية)
- هيوغو سافينوفيتش على موقع IMDb (الإنجليزية)